# Музей мадам Тюссо (Лас-Вегас)
Музей мадам Тюссо (англ. Madame Tussauds) — музей восковых фигур в городе Парадайс, в штате Невада, США. Размещается в казино-курорте Венецианский Лас-Вегас на Лас-Вегас-Стрип. Музей был открыт в 1999 году и стал первым музеем мадам Тюссо в США. Музейные собрания включают более 80 восковых фигур известных персоналий, героев фильмов кино и телевидения, спортсменов, музыкантов и супергероев вымышленной вселеной Марвел, а также 4D-кинотеатр. Другие филиалы музея мадам Тюссо в США были открыты в 2000 году в Нью-Йорке, в 2007 году в Вашингтоне и в 2009 году в Голливуде.
Процесс изготовления восковой фигуры у работников музея занимает от четырёх до шести месяцев. Вначале проводится опрос среди потенциальных посетителей, кого бы они хотели видеть в музейной экспозиции. Затем информация о выбранных знаменитостях, пополняется сведениями об их прическе, привычном выражении лица и предпочтениях в одежде. Иногда знаменитости сами посещают музей для того, чтобы с них сняли мерки. Прежде, чем приступить к созданию восковой фигуры, работники музея делают более ста пятидесяти измерений и двухсот фотографий, и при помощи масляной краски находят цвет кожи идентичный прототипу. При производстве фигуры используют воск, глину и изделия из стали. Некоторые знаменитости принимали непосредственное участие в создании своих копий. Гвен Стефани помогала сотрудникам музея мадам Тюссо в Лас-Вегасе, желая добиться большего сходства своей восковой фигуры с оригиналом, а Фёрги из Black Eyed Peas подарила музею одно из своих платьев.
Экспонатами музея являются восковые фигуры Бритни Спирс, Сандры Буллок, Софии Вергары, Эвы Лонгория, Дженнифер Лопес, Мухаммеда Али, Саймона Коуэлла, Леонардо Дикаприо, Уитни Хьюстон, Чака Лидделла, Тайгера Вудса, Холли Берри, Леди Гаги, Джоди Фостер, Майкла Джексона, Шакила О’Нила, Роберта Паттинсона и Алии.